# Halsbandlerche

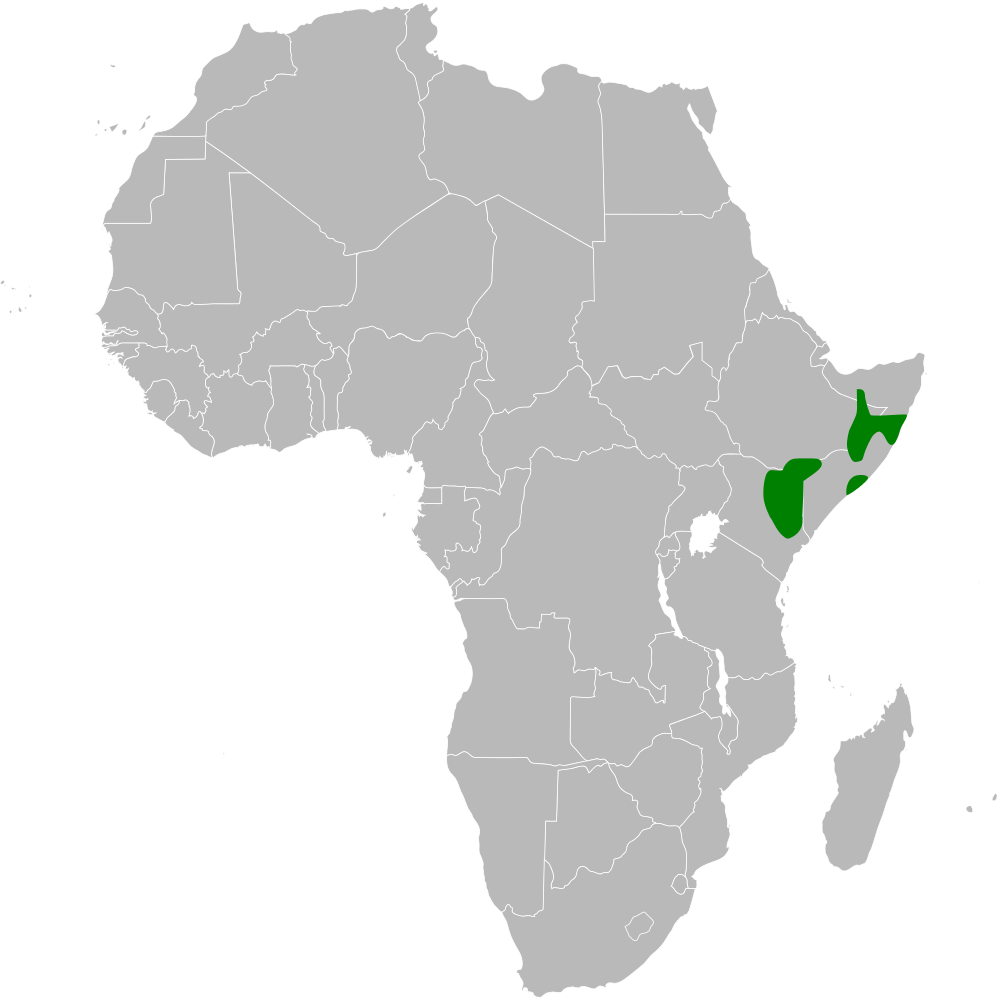
Verbreitungsgebiet der Halsbandlerche

Die Halsbandlerche (Mirafra collaris) ist eine Art aus der Familie der Lerchen. Ihr Verbreitungsgebiet liegt in Ostafrika. Es werden für diese Art keine Unterarten unterschieden.

## Merkmale
Die Halsbandlerche erreicht eine Körperlänge von 14 bis 15 Zentimetern, wovon 5,5 bis 6,3 Zentimeter auf den Schwanz entfallen. Die Schnabellänge beträgt 1,3 bis 1,5 Zentimeter. Es besteht kein auffallender Geschlechtsdimorphismus. Das Gefieder ist überwiegend rotbräunlich. Die Lerche ist dadurch in ihrem von rötlicher Erde dominierten Lebensraum gut getarnt.
Die Halsbandlerche hat einen schwarzbraunen Scheitel, die einzelnen Federn sind rostbraun gesäumt. Der Hinterkopf und der Nacken sind weißlich mit einer dichten schwarzen Strichelung. Über dem Auge verläuft ein gelblich-weißer Überaugenstreif. Die Wangen sind rostbraun. Das Kinn und der obere Kehlbereich sind weißlich rahmfarben. Über den rostbräunlichen Kropf verläuft ein schwarzes Kehlband. Die Körperoberseite ist leuchtend rotbraun, die Rückenfedern sind auf der Innenfahne weiß bis weißlich gesäumt. Die Oberschwanzdecke ist graubraun bis schwarzbraun. Die Körperunterseite ist gelblich-weiß. Die Schwingen sind schwarzbraun mit einer hell rotbraunen Federbasis. Der Oberschnabel ist dunkel hornfarben, der Unterschnabel ist etwas heller. Die Iris ist braun. Die Füße und Beine sind hell fleischfarben.
Jungvögel ähneln in ihrem Gefieder weitgehend den adulten Vögeln. Sie haben jedoch noch kein vollständiges schwarzes Kropfband und die Federn auf der Körperoberseite haben deutlichere weiße Säume.
Der lerchentypische Gesang, der aus auf den Menschen klagend wirkenden Pfeiftönen besteht, wird von einer Warte aus oder im Flug vorgetragen. Typisch sind klappernde Instrumentallaute während des kurzen Schauflugs, die mit den Flügeln erzeugt werden.

## Verbreitungsgebiet und Lebensraum
Die Halsbandlerche kommt im Südosten Äthiopiens, in Somalia sowie im Nordosten und Osten von Kenia vor. Sie ist in ihrem Verbreitungsgebiet ein Standvogel.
Ihr Lebensraum ist arides bis semiarides Grasland, das mit vereinzelten Büschen und Bäumen bestanden ist. In Kenia ist sie von den Tiefebenen bis in Höhenlagen von 1350 Meter anzutreffen.

## Fortpflanzung
Die Halsbandlerche brütet in Äthiopien im Mai. Sie ist wie alle Lerchen ein Bodenbrüter, der ein napfförmiges Nest baut, das mit Gräsern überwölbt ist. Das Gelege besteht in der Regel aus drei bis vier Eiern. Die Eier sind weißlich und weisen oliv- und rostfarbene Flecken auf.

## Einzelbelege
1. ↑  Pätzold: Die Lerchen der Welt. S. 71.
2. ↑  Pätzold: Die Lerchen der Welt. S. 69.
3. 1 2 3 4  Pätzold: Die Lerchen der Welt. S. 70.